# Claire Forlani
Claire Antonia Forlani (Twickenham, London, 1971.), engleska glumica.

## Rani život
Claire Forlani je rođena u Twickenhamu 1971. Kćer je je Barbare Dickinson i Pierluigija Forlanija, glazbenog menadžera iz Ferrare, Italija. S 11 godina je počela pohađati školu Tring Park School for the Performing Arts, gdje je počela studirati glumu. Tijekom šest godina obrazovanja je također učila ples, što ju je dovelo do nastupa u Orašaru i opereti Orfej u podzemlju.

## Karijera
1993. je preselila u San Francisco. 1994. je nastupala u filmu Policijska akademija:Misija u Moskvi. 1995. je glumila Brandi Svenning u filmu Mallrats koji je režirao Kevin Smith. 1996. je glumila u filmu Kamen. 1998. je bila jedna od glavnih glumica u filmu Upoznajte Joea Blacka. To joj je bio finacijski najuspješniji film u karijeri. Nakon toga je 2001. glumila u filmu Antitrust koji je dobio pomiješane kritike. 2003. je bila glavna glumica u Medaljon s Jackiem Chanom. 2006. je glumila Dr. Peyton Driscoll u seriji CSI: NY. 2007. je glumila u filmu Carolina Moon. 2008. je glumila s Danielom Craig u filmu Flashbacks of a Fool.